# ロシア・ペルシャ戦争 (1804年-1813年)
ロシア・ペルシャ戦争（ロシア・ペルシャせんそう、1804年 - 1813年）は、ペルシア（ガージャール朝）と帝政ロシアの間に起きた一連の戦争の1つ。他の戦争と同じように領土紛争から始まった。
ペルシア王のファトフ・アリー・シャーは、カスピ海南西岸地方（現在のアゼルバイジャン）とトランスコーカサス（現在のグルジアとアルメニア）を確保することで、彼のガージャール朝の北端地域を統合することを望んだ。また、新しくツァーリとなったアレクサンドル1世は同様にその地域を掌握することを決定した。戦争はゴレスターン条約によって領土紛争地域の大半を帝政ロシアに割譲することで決着した。